# Eirmotus insignis
Eirmotus insignis är en fiskart som beskrevs av Tan och Maurice Kottelat 2008. Eirmotus insignis ingår i släktet Eirmotus och familjen karpfiskar. Inga underarter finns listade i Catalogue of Life.